# Xiaogan
Xiaogan (孝感 ; pinyin : Xiàogǎn) est une ville de la province du Hubei en Chine. Sa population est de 238 900 habitants.

## Subdivisions administratives
La ville-préfecture de Xiaogan exerce sa juridiction sur sept subdivisions - un district, trois villes-districts et trois xian :
- le district de Xiaonan - 孝南区 Xiàonán Qū ;
- la ville de Yingcheng - 应城市 Yìngchéng Shì ;
- la ville d'Anlu - 安陆市 Ānlù Shì ;
- la ville de Hanchuan - 汉川市 Hànchuān Shì ;
- le xian de Xiaochang - 孝昌县 Xiàochāng Xiàn ;
- le xian de Dawu - 大悟县 Dàwù Xiàn ;
- le xian de Yunmeng - 云梦县 Yúnmèng Xiàn.

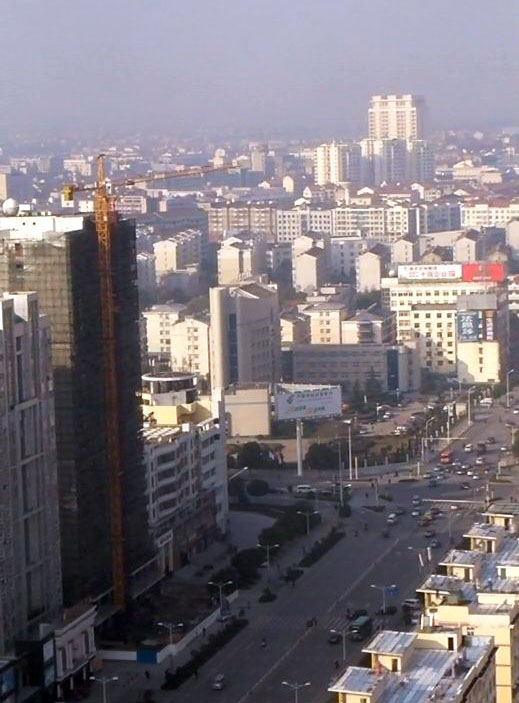
vue ouest vers le centre-sud de la ville

## Jumelages
| Ville | Ville  | Pays | Pays        | Période                |
| ----- | ------ | ---- | ----------- | ---------------------- |
|       | Brest, |      | Biélorussie | depuis le 26 mars 1993 |